# Сычёвский (Ставропольский край)
Сычёвский — хутор в Петровском районе (городском округе) Ставропольского края Российской Федерации. Находилось в составе муниципального образования «Сельское поселение Прикалаусский сельсовет» (упразднено 1 мая 2017 года).

## География
Расстояние до краевого центра: 83 км. Расстояние до районного центра: 18 км.

## Население
| 1989 | 2002 | 2010 | 2014 | 2021 | 2023 |
| ---- | ---- | ---- | ---- | ---- | ---- |
| 9    | ↗18  | ↘2   | ↘1   | ↗3   | ↗5   |

По данным переписи 2002 года, 61 % населения — русские.